# Луптюг (приток Ветлуги)
Луптюг — река в России, протекает по Даровскому району Кировской и Октябрьском районе Костромской областях. Устье реки находится в 726 км от устья Ветлуги по правому берегу. Длина реки составляет 65 км, площадь водосборного бассейна — 747 км². Высота истока — 174 м над уровнем моря.
Исток реки находится в болотах у деревни Лапустята в 35 км к западу от посёлка Даровской. Река имеет извилистое русло, многократно меняет направление течения, описывая большую петлю — в результате исток и устье Луптюга отделяют по прямой 15 км при длине реки в 65 км. В среднем течении образует границу Костромской и Кировской областей. На реке стоят многочисленные деревни Даровского и Октябрьского районов, в нижнем течении на реке стоит село Луптюг.

## Притоки
(указано расстояние от устья)
- 4,4 км: река Литовка (лв)
- 10 км: река Дикая (лв)
- 26 км: река Белая (пр)
- 35 км: река Сосновка (пр)
- 41 км: река без названия, у с. Хайменки (пр)
- 46 км: Лужиста (в водном реестре — река без названия, у с. Коневы) (лв)

## Данные водного реестра
По данным государственного водного реестра России относится к Верхневолжскому бассейновому округу, водохозяйственный участок реки — Ветлуга от истока до города Ветлуга, речной подбассейн реки — Волга от впадения Оки до Куйбышевского водохранилища (без бассейна Суры). Речной бассейн реки — (Верхняя) Волга до Куйбышевского водохранилища (без бассейна Оки).
Код объекта в государственном водном реестре — 08010400112110000040809.